# Pedroveya
Pedroveya ist eines von 13 Parroquias und zugleich dessen Hauptort in der Gemeinde Quirós in Asturien, Nordspanien.

## Dörfer und Weiler
- Pedroveya 17 Einwohner 2011 43° 16′ 5″ N, 5° 58′ 6″ W
- La Rebollá 13 Einwohner 2011 43° 15′ 29″ N, 5° 58′ 32″ W

## Sehenswürdigkeiten
- Pfarrkirche San Antonio de Padua